# Trifolium de Dougga
El Trifolium de Dougga es un edificio en ruinas del yacimiento arqueológico de Dougga, en Túnez, que estaba dedicado a prostíbulo. En una piedra de los alrededores, un pene grabado sobre la piedra y dos pechos, marcan el camino. Junto al trifolium estaban los baños (letrinas), los cuales están relativamente bien conservados.

## Situación y características
El Trifolium está en el barrio del sur y es la casa particular más grande del lugar de Dougga. Está formado por una planta a ras de calle, de la que casi no queda nada, y una a nivel inferior aprovechando el desnivel. El acceso era por un porche con dos columnas en la calle, y se entraba a un vestíbulo del que salían las escaleras que bajaban a la planta inferior, organizada en torno a un patio rodeado de un pórtico y ocupado el centro por un jardín. En la galería oeste estaban las tres puertas de la gran cámara, el oecus, que también daba al norte a otra cámara, en la parte sur las habitaciones eran más pequeñas; en la zona del pórtico había una cisterna y a su lado una fuentecilla.